# Sabella melanochlora
Sabella melanochlora är en ringmaskart som beskrevs av Schmarda 1861. Sabella melanochlora ingår i släktet Sabella och familjen Sabellidae. Inga underarter finns listade i Catalogue of Life.